# Hottingeritidae
Hottingeritidae es una familia de foraminíferos bentónicos de la superfamilia Loftusioidea, del suborden Loftusiina y del orden Loftusiida. Su rango cronoestratigráfico abarca desde el Oxfordiense (Jurásico superior) hasta el Barremiense (Cretácico inferior).

## Discusión
Clasificaciones previas incluían Hottingeritidae en el suborden Textulariina, en el orden Textulariida o en el orden Lituolida.

## Clasificación
Hottingeritidae incluye a los siguientes géneros:
- Hottingerita †

Otros géneros asignados a Hottingeritidae y clasificados actualmente en otras familias son: 
- Alveosepta  †, ahora en la familia Hauraniidae
- Redmondellina  †, ahora en la familia Hauraniidae